# CRパロディウスだ
『CRパロディウスだ!』（CR PARODIUS DA!）は、ニューギンが開発したパチンコ機種のシリーズ。
コナミの『パロディウス』をモチーフとしたパチンコ機で、以下のバリエーションが存在する。
- CR パロディウスだ! (CR Parodiusu Da!) (2000年9月)
- CR パロディウスだ! EX (CR Parodiusu Da! EX) (2000年11月)
- CR パロディウスだ! ZE (CR Parodiusu Da! ZE) (2000)
- CR パロディウスだ! 2 (CR Parodiusu Da! 2) (2000)

## キャラクター
- タコスケ
- ベリアル
- ツインビー
- ペン太郎
- お花ちゃん
- ひかる&あかね
- ミカエル
- アンナ・パブロワ&めろーら
- ちちびんたリカ
- タコA